# William Paston, II conte di Yarmouth
William Paston, II conte di Yarmouth (1654 – Epsom, 25 dicembre 1732), è stato un nobile e politico inglese.

## Biografia
Nato nel 1654, William era figlio di Robert Paston, I conte di Yarmouth e di sua moglie, Rebecca, nata Clayton. Nel 1671 egli sposò la vedova Charlotte Howard, nata FitzRoy (1650–1684), figlia illegittima di Carlo II d'Inghilterra e della sua amante, Elizabeth Killigrew. La coppia ebbe quattro figli:
- Charles Paston, lord Paston (1673–1718)
- Lady Charlotte Paston (1675–1736), sposò Thomas Herne.
- Lady Rebecca Paston (1681–1726), sposò Sir John Holland, II baronetto.
- Hon. William Paston (1682–1711)

Paston venne eletto membro del parlamento per Norwich nel 1678. Nel 1679, suo padre venne nominato conte e William adottò il titolo di Lord Paston. Egli continuò a rappresentare Norwich sino a quando non ereditò il titolo paterno nel 1683. Con la morte di sua moglie nel 1684, egli sposò Elizabeth Wiseman (vedova di Sir Robert Wiseman e figlia di Dudley North, IV barone North) il mese successivo e si convertì al cattolicesimo poco dopo. Nel febbraio del 687, Giacomo II d'Inghilterra lo nominò Treasurer of the Household. Nel 1689 si riconvertì all'anglicanesimo, ma si rifiutò di sottomettersi a Guglielmo III e Maria quando la coppia ascese al trono inglese in quell'anno, perdendo quindi tutti i suoi incarichi ufficiali.
Sospettato di attività giacobita, venne imprigionato due volte, ma nel 1696 ottenne di entrare nella Camera dei Lords. Il II conte di Yarmouth morì pesantemente indebitato il 25 dicembre 1732 a Epsom, nel Surrey, all'età di 78 anni. Dal momento che tutti i suoi figli, i suoi fratelli e gli eredi maschi della sua famiglia gli erano premorti, i suoi titoli si estinsero con la sua morte.